# Nils Peter Nilsson
Nils Peter Nilsson (i riksdagen kallad Nilsson i Bläsinge), född 6 juni 1844 i Ausås församling, Kristianstads län, död 24 april 1928 i Bläsinge, Östra Ljungby församling, Kristianstads län, var en svensk lantbrukare och riksdagsman.
Nilsson var lantbrukare i Bläsinge i Kristianstads län. Han var även politiker och ledamot av riksdagens första kammare 1884-1887 för Kristianstads län.

## Fotnoter
1. 1 2 3 4 5 6 7  Tvåkammar-riksdagen 1867–1970, vol. 3, 1985, s. 139, Svenskt porträttarkiv: sj9PGLAlnmUAAAAAABfpkA, läst: 21 oktober 2023.[källa från Wikidata]
2. 1 2  Ausås kyrkoarkiv, Födelse- och dopböcker, SE/LLA/13015/C I/4 (1806-1862), bildid: C0059009_00214, sida 404, födelse- och dopbok, s. 404, Nationell Arkivdatabas Referenskod: I/4 SE/LLA/13015/C I/4, läs onlineläs online, läst: 21 oktober 2023, ”Juni, 6,.... Nils Peter Hemmansägaren Pehr Nilsson och dess H(ustru) --- Bengtsd(otter)”.[källa från Wikidata]
3. 1 2  Östra Ljungby kyrkoarkiv, Död- och begravningsböcker, SE/LLA/13524/F I/4 (1895-1944), bildid: 00123742_00084, sida 81, död- och begravningsbok, s. 81, Nationell Arkivdatabas Referenskod: I/4 SE/LLA/13524/F I/4, läs onlineläs online, läst: 21 oktober 2023, ”10, april, 24, 1,, Nils Peter Nilsson f.d. Riksdagsman,(18)44,6/6...Åderförkalkning”.[källa från Wikidata]
4. 1 2  Albin Hildebrand, Svenskt porträttgalleri : XXV:1. Riksdagens första kammare 1867–1904, s. 97, läs online, läst: 21 oktober 2023.[källa från Wikidata]
5. ↑  Sveriges folkräkning 1900, Riksarkivet, läs onlineläs online, läst: 21 oktober 2023.[källa från Wikidata]
6. ↑  Nilsson, Nils Peter, f. 1844 i Ausås Kristianstads län, Arrendator, Folkräkningar (Sveriges befolkning) 1880, Riksarkivet, läs onlineläs online, läst: 21 oktober 2023.[källa från Wikidata]
7. ↑  Folkräkningar (Sveriges befolkning) 1890, Riksarkivet, läs onlineläs online, läst: 21 oktober 2023.[källa från Wikidata]
8. ↑  Register till Riksdagens protokoll med bihang för tiden från och med år 1867 till och med år 1899. Bd 2, Personregister, 1899, s. 326, läs online.[källa från Wikidata]
9. ↑  Tvåkammar-riksdagen 1867–1970, vol. 3, 1985, s. 139, läst: 2 april 2024.[källa från Wikidata]
10. ↑  Sveriges Dödbok 1901–2009, DVD-ROM, Version 5.00, Sveriges Släktforskarförbund (2010).